# Ellwangen
Ellwangen é uma cidade da Alemanha, no distrito dos Alpes Orientais, na região administrativa de Estugarda, estado de Baden-Württemberg.

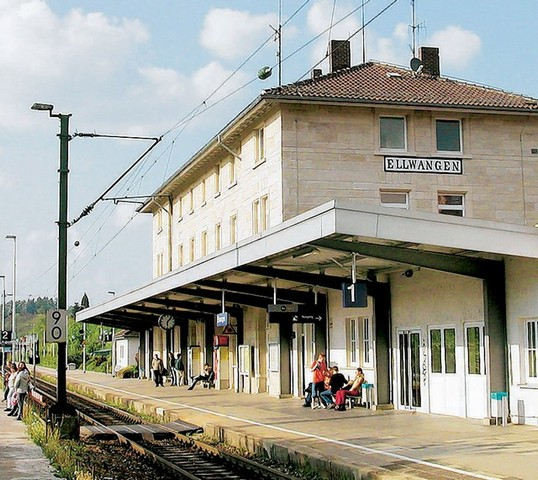
Estação de trem de Ellwangen